# Sikorsky XBLR-3
Le Sikorsky XBLR-3 est un projet de bombardier américain à long rayon d'action développé dans les années 1930.

## Historique
Dans les années 1920, l'United States Army Air Corps lance plusieurs projets de bombardiers multi-moteurs, mais qui dans la pratique se révèlent être tous des bimoteurs. Néanmoins en 1935 l'Air Corps émet une fiche programme pour un bombardier lourd à très long rayon d’action sous la dénomination « XBLR ». Le Projet de Boeing reçoit la dénomination XBLR-1, celui de Douglas XBLR-2 et Sikorsky XBLR-3. Les trois projets sont tous des quadrimoteurs. Le projet de Sikorsky est vite rejeté et le projet de Boeing devient le XB-15 (qui sert de point de départ au B-17).